# FTSV Lorbeer Rothenburgsort
| Freie Turn- und Sportvereinigung Lorbeer-Rothenburgsort von 1896 | Freie Turn- und Sportvereinigung Lorbeer-Rothenburgsort von 1896 | Freie Turn- und Sportvereinigung Lorbeer-Rothenburgsort von 1896 |
| Vereinsdaten                                                     | Vereinsdaten                                                     | Vereinsdaten                                                     |
| ---------------------------------------------------------------- | ---------------------------------------------------------------- | ---------------------------------------------------------------- |
| Gründung                                                         | 1896                                                             | 1896                                                             |
| Mitglieder                                                       | 377 (2004)                                                       | 377 (2004)                                                       |
| Adresse/ Kontakt                                                 | Marckmannstraße 125 20539 Hamburg                                | Marckmannstraße 125 20539 Hamburg                                |
| Vereinsfarben                                                    | Weiß-Blau                                                        | Weiß-Blau                                                        |
| Fußball-Abteilung                                                |                                                                  |                                                                  |
| Spielklasse 1. Herren                                            | Kreisklasse B 02                                                 | Kreisklasse B 02                                                 |
| Spielstätte                                                      | Marckmannstraße, Hamburg-Rothenburgsort                          | Marckmannstraße, Hamburg-Rothenburgsort                          |
| Vereinserfolge                                                   | Bundesmeister des ATSB 1929, 1931                                | Bundesmeister des ATSB 1929, 1931                                |
| Internet                                                         |                                                                  |                                                                  |
| Homepage                                                         | www.ftsvlorbeer.de                                               | www.ftsvlorbeer.de                                               |

Vereinshaus von FTSV Lorbeer Rothenburgsort in der Marckmannstraße

Sportplatz von FTSV Lorbeer Rothenburgsort mit neuem Kunststoffrasen (2023)

Die Freie Turn- und Sportvereinigung Lorbeer Rothenburgsort von 1896 e. V. ist ein Sportverein aus dem Hamburger Stadtteil Rothenburgsort. Er stammt in seiner Tradition aus der Arbeitersportbewegung und war vor allem im Fußball erfolgreich. Die erste Herren-Mannschaft gewann 1929 und 1931 die ATSB-Bundesmeisterschaft. Die erste Damen-Mannschaft errang 1972 den ersten Hamburger Meistertitel im Frauenfußball und spielte von 1986 bis 1994 in der Oberliga Nord, der seinerzeit höchsten Spielklasse im deutschen Frauenfußball. Daneben bestehen auch Abteilungen für Karate, Qigong, Gymnastik sowie Mutter-und-Kind-Turnen.
In seiner heutigen Form besteht Lorbeer Rothenburgsort erst seit dem 24. August 1946, als sich zwei Vorgängervereine zusammenschlossen.

## FTSVgg Hammerbrook-Rothenburgsort von 1896
Der ältere der beiden Vereine wurde 1896 als Freie Turnerschaft Hammerbrook, Rothenburgsort und Umgebung gegründet. Er entstand als Abspaltung vom Arbeiter Turnverein von 1893 Hamburg. Nach Aufhebung der Sozialistengesetze bildeten sich überall im Deutschen Reich Arbeitersportvereine, wie der ATV 93. Da dieser schnell Zulauf erhielt, wurde er bald so groß, dass es sich lohnte, regionale Vereine zu bilden, um den Arbeitersport auch wohnortnah zu verankern, und so gründeten auch die Arbeitersportler aus Hammerbrook und Rothenburgsort einen eigenen Verein. Als im Verein nicht mehr nur geturnt wurde, benannte sich der Verein 1927 in Freie Turn- und Sportvereinigung Hammerbrook-Rothenburgsort von 1896 um. 1933 wurde der Verein durch die Nationalsozialisten verboten und zwangsweise aufgelöst.

## SC Lorbeer 06
Bereits 1901, also fünf Jahre vor der offiziellen Vereinsgründung, bildete sich eine Schlagballmannschaft aus Arbeitern, die sich Lorbeer nannte. Nachdem man zum Fußball gewechselt hatte, bestand auch Interesse, am organisierten Arbeitersport teilzunehmen, so dass die Gründung eines regelrechten Vereins notwendig wurde. Dieses geschah 1906 unter dem Namen Sport-Club Lorbeer von 1906.
Der SC Lorbeer konnte schon bald ebensolchen ernten. Insgesamt fünfmal gewannen die Rothenburgsorter die Meisterschaft des Hamburger Arbeitersportkartells. Zweimal kamen sie in das Endspiel der Bundesmeisterschaft und hatten dort quasi ein Heimspiel, denn diese beiden Endspiele wurden im Stadion Hoheluft des SC Victoria Hamburg ausgetragen. Vor jeweils mehr als 15.000 Zuschauern konnten die Rothenburgsorter um Erwin Seeler, den Vater von Uwe und Dieter, den Heimvorteil nutzen. Im Mai 1929 gab es einen 5:4-Erfolg gegen die FT Döbern und zwei Jahre danach wurde der SV 1912 Pegau mit 4:2 bezwungen. Zum Skandal kam es ein Jahr später, als mit Seeler und Alwin Springer die beiden Leistungsträger des Vereins zum bürgerlichen SC Victoria wechselten. Das Hamburger Echo, eine SPD-Zeitung, warf den Spielern vor, sie seien „verirrte Proletarier“, die ihre Wurzeln verleugneten.
Auch Lorbeer wurde 1933 als Arbeitersportverein verboten und liquidiert.

## Wiedergründung und Fusion
Nach dem Zweiten Weltkrieg gründeten sich zunächst beide Vereine wieder. Aber bereits am 24. August 1946 kam es zur Fusion der durch Verfolgung und Krieg dezimierten Clubs unter dem heutigen Namen. Die Mannschaft schloss sich nun dem „bürgerlichen DFB“ an. Sie schaffte es jedoch nie wieder, die Stellung zu erreichen, die sie im Arbeitersport gehabt hatte. Heute spielen die Herren nur noch in der Kreisliga.
Der heutige deutschtürkische Profifußballspieler Serdar Dursun stammt aus der Jugendabteilung des Vereins.

## Erfolgreiche Frauen
Als der DFB das Verbot des Damen-Fußballs aufhob, bildete sich auch bei Lorbeer schnell ein weibliches Team. Die Mannschaft gehörte sofort zur Hamburger Spitze und gewann 1972 die erste ausgespielte Hamburger Meisterschaft. Neben drei weiteren Meisterschaften konnte 15 Mal der Hamburger Pokal gewonnen werden. Von 1986 bis 1994 gehörte die FTSV Lorbeer Rothenburgsort der Oberliga Nord an. Zu den größten Erfolgen gehören zwei Deutsche Meisterschaften (1987 und 1988) und der Einzug ins Halbfinale des DFB-Pokal-Wettbewerbs 1986/87. Dieses wurde dann allerdings deutlich mit 0:4 gegen den STV Lövenich verloren. Nachdem zwischenzeitlich keine Damen-Mannschaft aktiv gewesen war, hat der Verein seit der Saison 2018/19 wieder eine Frauenmannschaft gemeldet, die zuletzt in der Saison 2020/21 in der Bezirksliga Ost spielte.